# محمود عبدي إبراهيم
محمود عبدي إبراهيم (بالصومالية: Maxamuud Cabdi Ibraahim Garweyne)‏ (جرويني)، سياسي صومالي شغل منصب وزير التجارة والاستثمار في حكومة رئيس الوزراء الصومالي محمد عبد الله فرماجو، اغتيل في 16 يوليو 2012، على يد حركة الشباب.

## النشأة والتحصيل العلمي
وُلد جرويني في العاصمة الصومالية مقديشو عام 1965، وتلقى تعليمه الأساسي في مدرسة (1 يوليو)، وتلقى التعليم العالي في معهد حلني لتدريب المعلمين في الفترة ما بين 1979 و 1981، ليبدأ بعد ذلك مسيرته في التدريس في بلدة لوق، حتى عام 1986، حصل على البكالوريوس من كلية لفولي عام 1990، في الفترة ما بين 1991 و2002 عمل جرويني في جمعية خيرية تُدعى (WELFARE PROJECT SOCIETY) وعمل في أقسام التعليم والإغاثة والعلاقات العامة وعُين رئيس لبعضها خلال تلك الفترة، في عام 2003 حصل على الماجستير في الإدارة التعليمية من جامعة إفريقيا العالمية، ثم الدكتورة من نفس الجامعة في الإشراف التربوي في عام 2006.

## حياته المهنية
في عام 2006 انضم جرويني إلى اتحاد المحاكم الإسلامية، وكان عضو في مجلس شورى الاتحاد، كما شغل منصب نائب الأمين العام للشؤون التعليمية في الاتحاد.
في عام 2007 كان جرويني من ضمن مؤسسي تحالف إعادة تحرير الصومال الذي اتخذ من العاصمة الإرترية أسمرة مقرا له، وكان عضوا في كل من مجلس الشورى والمجلس التنفيذي للتحالف، كما أنه كان من ضمن مهندسي المشاورات بين التحالف والحكومة الصومالية الانتقالية.
في عام 2009 انتُخب عضوا في البرلمان الفيدرالي الانتقالي، ثُم عُين وزيرا في وزارة الإغاثة الإنسانية بحكومة عمر عبد الرشيد شارماركي،
في 12 نوفمبر 2010 عين رئيس الوزراء محمد عبد الله فرماجو جرويني وزيرا بوزارة التجارة والاستثمار، وشغل المنصب حتى 20 يوليو 2011.

## وفاته
نجا جرويني من محاولة اغتيال استهدفت موكبا من الوزراء كان من ضمنهم وزير التخطيط عبد الرحمن عبد الشكور ووزير الدولة بوزارة الدفاع يوسف محمد سياد في 28 مايو 2010، وأسفر التفجير عن إصابة عدد من حراس جرويني.
اغتيل جرويني في 16 يوليو 2012 حيث انفجرت عبوة ناسفة أُلصقت بسيارته، وأودت العملية بحياة سيدة، كما أصيب 6 مدنيين، وتبنت حركة الشباب عملية الاغتيال معتبرة أن جرويني يشكل تهديدا لوجودها.